# Новосељане
Новосељане (мкд. Новосељане) је насеље у Северној Македонији, у северном делу државе. Новосељане припада општини Куманово.

## Географија
Новосељане је смештено у северном делу Северне Македоније. Од најближег града, Куманова, село је удаљено 16 km југоисточно.
Насеље Новосељане се налази у историјској области Средорек. Село је смештено на брдима јужно од долине реке Пчиње, на приближно 380 метара надморске висине. Јужно од села издиже се Градиштанска планина.
Месна клима је континентална.

## Прошлост
У месту је фебруара 1896. године било 32 српске куће.

## Становништво
Новосељане је према последњем попису из 2002. године имало 46 становника.
Већинско становништво у насељу су етнички Македонци (100%).
Претежна вероисповест месног становништва је православље.